# Grimesnil
Grimesnil település Franciaországban, Manche megyében. Lakosainak száma 70 fő (2022. január 1.). Grimesnil Roncey, Lengronne, Saint-Denis-le-Gast és Quettreville-sur-Sienne községekkel határos.

## Népesség
A település népességének változása:
| Lakosok száma | 98   | 53   | 66   | 60   | 62   | 64   | 60   | 59   | 66   | 70   |
|               | 1968 | 1990 | 2006 | 2011 | 2015 | 2016 | 2018 | 2019 | 2021 | 2022 |